# パラリーガル
パラリーガル（paralegal）は、弁護士資格は有しないものの、単純事務作業を超える専門的手続業務に携わる法律事務所スタッフである。弁護士の監督の下で定型的・限定的な法律業務を遂行し、弁護士の業務を補助する。
アメリカにおいて大規模な法律事務所の専門化・細分化の進展に伴い、主に手続面で弁護士を補助する高度な専門性を備えたスタッフが求められるようになって発生・発達した。アメリカでは今や大学等が養成課程を用意するほどメジャーな職業になっており、アメリカの中規模以上の法律事務所においては一般的な存在である。近年では日本においても大規模法律事務所を中心に一般的な存在となりつつある。

## アメリカ

### 概要
アメリカにおけるパラリーガルの発生は1960年代ごろとされる。そのころ、補助的な事務はロースクール生のアルバイトであるロークラークか若手のアソシエイト弁護士が担当していたが、ロークラークは短期で交代してしまうため継続性に欠け、アソシエイトは有資格者である以上相応のタイムチャージを要するという難点があった。そこで高度な専門的補助作業を行う者としてパラリーガルが登場した。
パラリーガルに必要な資格は、連邦法では定められておらず、州によって異なる。パラリーガルの養成は、多くの場合大学教育によっている。教育プログラムは、弁護士教育においては実体法の内容が中心になるのに対し、パラリーガル教育では具体的な手続にどのような様式を用いるかなどの手続的な内容が中心となっている。まずはパラリーガルとして実務経験を積んだ後、正規の法律資格の取得を目指してロースクールなどに進学する例が多い。
パラリーガルに手続的な作業を委ねることで行政庁に対する手続の代理など定型性の高い業務のリーガルフィー（弁護士費用）を抑制でき、低所得層にもリーガルサービスを提供しやすくなるという効果も生じている。前述のようにパラリーガルの養成課程において手続的なカリキュラムが中心となっているのは、このような目的に対応するためでもある。

### 業務
具体的な規制は州によって異なるが、アメリカ法曹協会のガイドラインによれば、弁護士資格がない者には許されていない業務を除き、弁護士が責任を負う範囲内で弁護士とほぼ同等の業務を担当できるとする。具体的には、法律文書の起案、期日管理、法律調査、事件記録の管理などである。他方許されない業務としては、単独で依頼者に法的助言を行うこと、報酬を決定すること、裁判所で依頼者を代理することなどが挙げられる。非弁活動・非弁提携（Unauthorized Practice of Law, UPL）への関与も厳格に禁じられている。

### 分類
伝統的パラリーガル（Traditional Paralegal）
弁護士の監督下で弁護士の責任において勤務する最も基本的なパラリーガルで、大半がこの形態である。大部分が法律事務所に勤務するが、裁判所や公的機関、または企業法務部に勤務する者もいる。
契約パラリーガル（Freelance / Contract Paralegal）
弁護士の監督下で弁護士の責任において勤務する点は伝統的パラリーガルと同様であるが、契約形態が常勤ではなく個別案件ごとに契約を結ぶフリーランスである者をいう。
独立パラリーガル（Independent Paralegal）
依頼者に直接サービスを提供するパラリーガル。裁判所規則や州当局の特別の立法などで許可された場合にのみ存在でき、全米でもその数は極めて少ない。

### 課題
パラリーガルの統一的な資格化を図るべきという議論はあるが、規制が立ち遅れている。また、非弁行為（UPL）規制を踏み越えてしまうパラリーガルがまれに現れるなど、倫理面での課題も指摘されている。

## 日本

### 歴史
日本においても弁護士を補助する職種を体系化しようという動きはあり、日本弁護士連合会は、1983年に「法律補助職」制度を、1987年に「弁護士事務職」制度を提唱したが、いずれも頓挫した。
そのような動きが一段落した1990年代、渉外事件や入管法関連案件の扱いが多い法律事務所において事務員または秘書として働いていた者が、弁護士の指導の下で実務経験を蓄積して専門性を高めていき、アメリカの法曹界ですでに市民権を得ていた「パラリーガル」の存在に触発され、それと同等の専門的職業人として自己認識を獲得していったとされる。
ただ、2023年時点においてもパラリーガルの資格は公的に制度化されておらず、個々の法律事務所の内部職制上の位置付けに留まっている。

### 業務
法律業務に付随する翻訳・書類作成・文献調査・資料収集・資料分析などに従事することが多い。古典的な法律事務所においては依然として専門教育や特別な訓練を受けていない一般事務員がこれらの業務を行うことが多いが、大手渉外事務所などある程度以上の規模の法律事務所では、業務の効率化と精緻化を両立するため、単なる秘書と、ある程度の専門的な資質・技量を持ったパラリーガルとに業務内容を完全に分離する例がある。
しかし、日本では制度上その資格が認められておらず、あくまでも法律事務職員に過ぎない（監督者である弁護士が承認したとしても、顧客のカウンセリングを行うことなどは弁護士法に抵触する）。職務が限定された事務員の仕事として働く傍ら、やがては自身も弁護士や司法書士・行政書士などになるために資格取得を目指す人もいる。
弁護士の菊地幸夫は、パラリーガルは事務職員と弁護士の中間であり、弁護士的な専門的な知識を備えながら弁護士を補助する役割を果たすと解説し、弁護士ドットコムは、国家資格は必要ないが法律に関する専門的な知識が要求されると解説している。

### 隣接法律専門職との違い
司法書士・行政書士等の隣接法律専門職が弁護士と提携することによって、アメリカのパラリーガルに相当する役割を一部果たしており、そのことが日本におけるパラリーガルの発達の遅れにも影響していると指摘されている。しかし、隣接法律専門職は独立した権限のもと活動しうる専門職であるのに対し、特に伝統的パラリーガルはあくまで専門性を持った弁護士補助職であるという点で明確に異なる。

## パラリーガルが登場する作品
テレビドラマ
- 曲げられない女（日本テレビ系列/2010年1月13日-3月17日）
- 99.9-刑事専門弁護士-（TBS系列/2016年4月17日-6月19日）
- SUITS/スーツ（フジテレビ系/season1：2018年10月8日-12月17日 season2：2020年4月13日-2020年10月19日）

- リーガルV〜元弁護士・小鳥遊翔子〜（テレビ朝日系列/2018年10月11日-12月13日）
- 石子と羽男―そんなコトで訴えます？―（TBS系列/2022年7月15日-9月16日）
- うちの弁護士は手がかかる（フジテレビ系列/2023年10月13日-12月22日）